# スーパーゲームクイズ覇王
『スーパーゲームクイズ覇王』（スーパーゲームクイズはおう）は、1994年3月2日から同年3月30日までテレビ東京系列で放送されたテレビ東京製作のクイズ番組である。ゲーム雑誌『スーパーゲームマガジン覇王』とのタイアップ番組で、講談社の一社提供で放送。放送時間は毎週水曜 18:00 - 18:30（日本標準時）。

## ルール
番組は毎回一般参加者の子供たちを招き、ゲストの芸能人とテレビゲームを題材にしたクイズで競ってもらっていた。出題クイズのゲームジャンルは毎回異なり、「アクション」「スポーツ」「RPG」「シューティング」の中から選ばれた。参加した回のゲームジャンルでチャンピオンになると、番組の最終回で放送されるグランドチャンピオン大会への挑戦権が与えられた。
予選
ゲームジャンル自慢の20名の子供と芸能人の解答者1名に対し筆記クイズが6問出題される。
1. 正解数が最も多い参加者が4人だった場合、全員決勝戦へ進出。
2. 正解数が最も多い参加者が5人以上いた場合、全員準決勝戦へ進出。
3. 正解数が最も多い参加者と2位の正解数の参加者を合わせてジャスト4人いた場合、全員準決勝戦へ進出。
4. 正解数が最も多い参加者が3人未満に対し、2位の正解数の参加者数がそれ以上いた場合、正解数1位の参加者は決勝戦、2位の正解数の参加者は準決勝戦へそれぞれ進出。

準決勝戦
近似値による筆記問題を出題。
決勝戦
○×クイズを出題。1問不正解で失格。最後まで残った1人がチャンピオンに決定。

## 司会
- 関根勤
- 坂井順子 - 各回のテーマジャンルを代表するゲームキャラクターのコスプレを披露していた。

## ネット局
| 放送対象地域   | 放送局         | 系列           | 放送時間           | ネット状況 | 備考            |
| -------------- | -------------- | -------------- | ------------------ | ---------- | --------------- |
| 関東広域圏     | テレビ東京     | テレビ東京系列 | 水曜 18:00 - 18:30 | 製作局     |                 |
| 北海道         | テレビ北海道   | テレビ東京系列 | 水曜 18:00 - 18:30 | 同時ネット |                 |
| 愛知県         | テレビ愛知     | テレビ東京系列 | 水曜 18:00 - 18:30 | 同時ネット |                 |
| 大阪府         | テレビ大阪     | テレビ東京系列 | 水曜 18:00 - 18:30 | 同時ネット |                 |
| 岡山県・香川県 | テレビせとうち | テレビ東京系列 | 水曜 18:00 - 18:30 | 同時ネット |                 |
| 福岡県         | TXN九州        | テレビ東京系列 | 水曜 18:00 - 18:30 | 同時ネット | 後のTVQ九州放送 |